# Копальня Ель-Когулло/Ла-Ботьоса
Копальня Ель-Когулло/Ла-Ботьоса (El Cogulló/La Botjosa) – гірничодобувний майданчик на північному сході Іспанії, який здійснює розробку техногенного родовища.
Ще на початку 1930-х років почала роботу копальня Салент, створена з метою отримання калійної сировини. Втім, родовище солей носило комплексний характер і на кожну тону цільового продукту утворювалось дві тони відходів, що передусім складаються з хлориду натрію. Первісно їх розміщували у випрацьованих підземних просторах, але з 1960-х почали накопичувати на поверхні. Первісно поповнювали сховище Ла-Ботьоса, а з 1980 (за іншими даними – 1977) року перейшли до створення сховища Ель-Когулло, куди відходи збагачення скидувались до 2019-го (а відмова на їх подальше розміщення і стала причиною закриття копальні Салент). Як наслідок, утворився витягнутий більш ніж на кілометр терикон із 48 млн тонн солі.
Враховуючи протести з природоохоронним підгрунтям, викликані занепокоєнням щодо впливу соляного терикону на стан прісної води в сусідніх річках, в 2018-му власник копальні ICL Iberia (дочірня структура ізраїльської Israel Chemicals Ltd.) почала проект ліквідації териконів. Для цього інвестували в завод, що зможе переробляти до 450 тисяч тонн солі на рік. В 2021-му почалось вилучення породи з Ла-Ботьоса, яке, за планом, триватиме 5 років. В подальшому планують перейти до роботи з Ель-Когулло, що триватиме 45 років при збільшеній до 1050 тисяч тонн річній продуктивності заводу.
Частину вилученої солі перетворюють на товарний продукт та продають. Рештки, що виявились непридатними для комерціалізації, призначені для транспортування по розсолопроводу до Середземного моря, що розташоване на відстані понад півсотні кілометрів.